# ماري إليكوت أرنولد
ماري إليكوت أرنولد (بالإنجليزية: Mary Ellicott Arnold)‏ هي ناشِطة أمريكية، ولدت في 23 أبريل 1876 في New Brighton, Staten Island ‏ في الولايات المتحدة، وتوفيت في 1968 في نوفا سكوشا في كندا.